# Gumicukorka

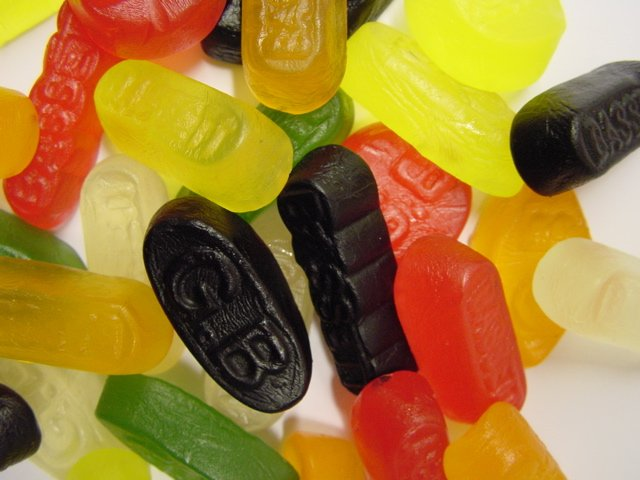
Gumicukorkák

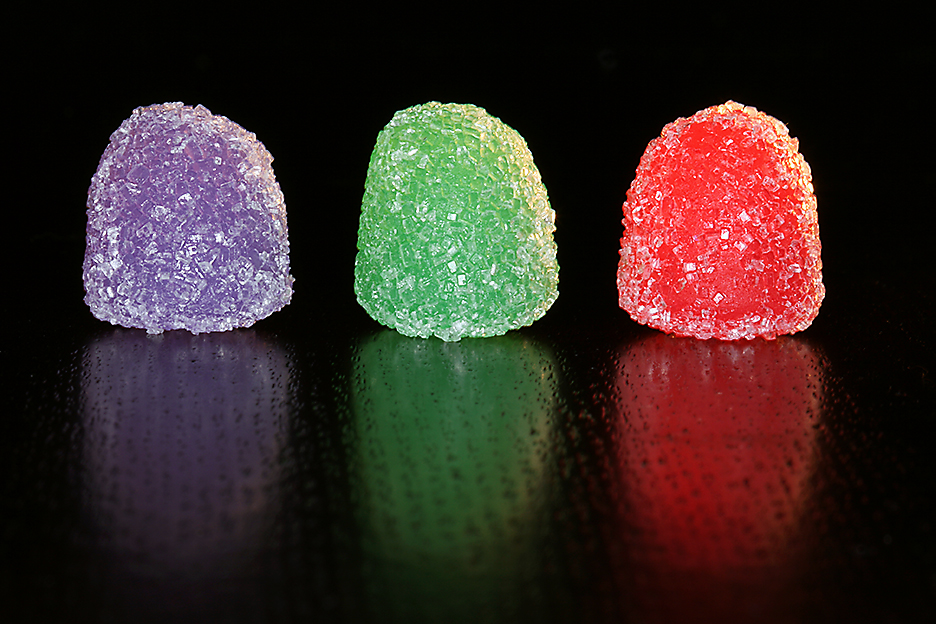
Savanyú gumicukorkák

A gumicukorka kedvelt édesség, amely nevét gumis, zselés állagáról kapta. Fő összetevőjének, a zselatinnak köszönhetően jól ízesíthető és színezhető. Többnyire gyümölcsös, kólás vagy „gyógy” ízesítéssel, a legkülönbözőbb formában kerül piacra. Egyik legismertebb változata a gumimaci.

## Összetétele
Magyarországon a gumicukorka összetételét a Magyar Élelmiszerkönyv szabályozza. Eszerint cukor, glükózszirup, esetleg invertcukorszirup és zselésítőanyagok (gumiarábikum, zselatin stb.) felhasználásával készül, ízesített és színezett, öntéssel alakított, esetenként panírozott, gumiszerűen rugalmas puhacukorka.
A jellegzetes gumis, rágós állag úgy érhető el, hogy a 6-8 tömegszázaléknyi zselatint tartalmazó szirupot befőzik, majd száraz levegővel szárítják, míg a víztartalom 18 tömegszázaléknyira nem csökken. A cukorka felületét ezután paraffinolajjal kezelik, amitől fényes lesz, és nem ragad.

## Története

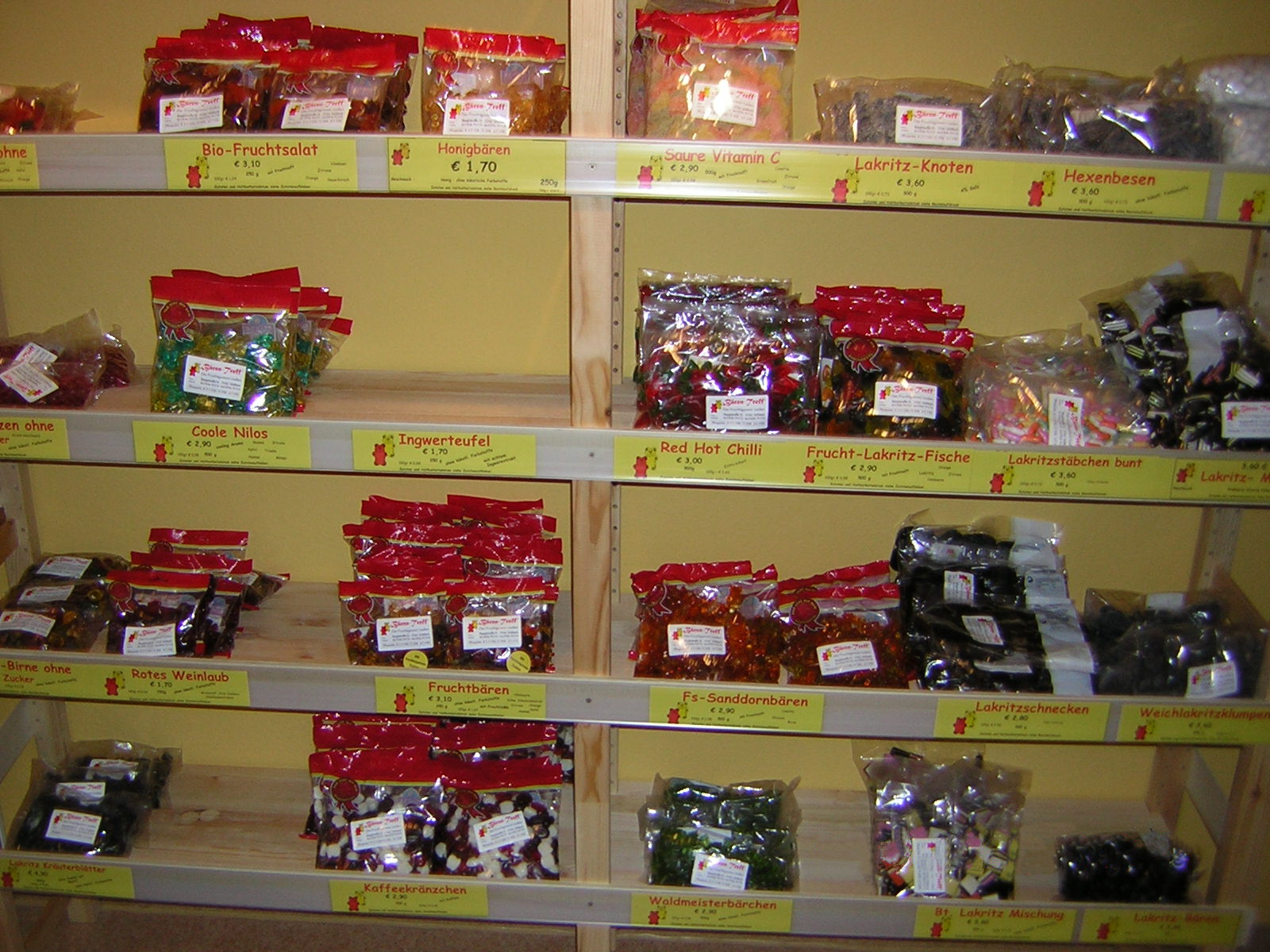
Gumicukorka választék

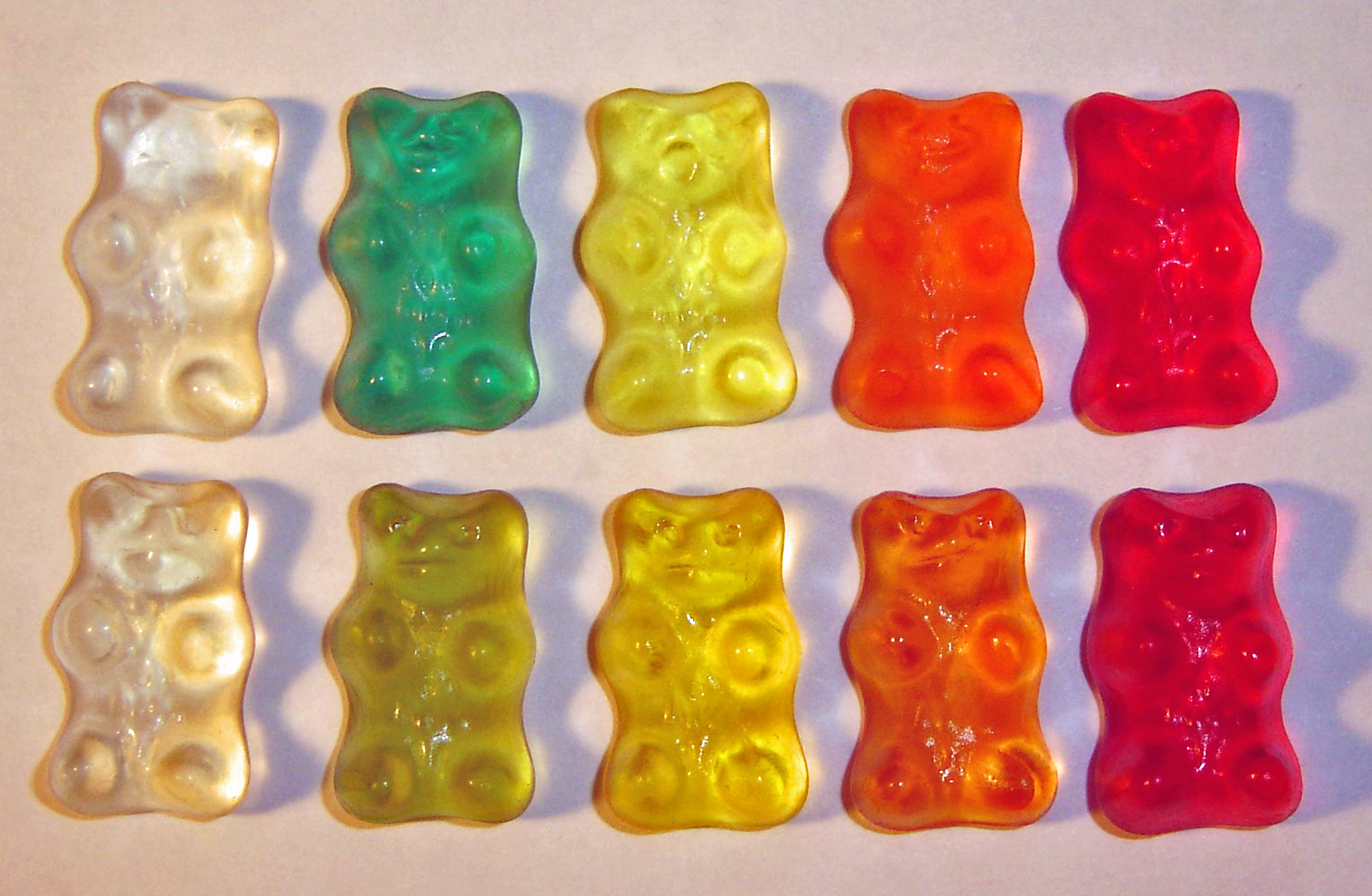
Francia és német gumimacik

A gumicukrot a londoni Charles Gordon Maynard találta fel 1909-ben. 
A figura megalkotásának ötlete Hans Riegel nevéhez fűződik. 1922-ben táncoló medvefigurát készített mézgából, hasonlót azokhoz, amelyek ezekben az időkben a vásárok attrakcióinak számítottak. Az eredeti maci nagyobb méretű volt, majd idővel 22 mm-esre változott és „teddy” maci formájúvá alakult. 1925-től kezdve édesgyökérből is készítették. 
A legelső években a napi termékeket Hans Riegel felesége biciklin szállította a megrendelőkhöz.
A fogyasztás évről évre növekedett, a „Haribo” maci pedig jelképe lett a gumicukroknak.
A Haribo cég napjainkban 6000 embert foglalkoztat üzemeiben, termékei reklámozására pedig 97 millió eurót fordít évente.
A gumimaci receptje évek óta változatlan: szirup, cukor, szőlőcukor, zselatin, és különféle aromák. A keverés aránya azonban ma is féltve őrzött titok. A formába öntött és öt napon át szárított „Haribo” macikat elkészültük után méhviasszal vonják be, és becsomagolva szétküldik a világ minden részébe. A cég európai üzemeit naponta mintegy 80 millió gumimaci hagyja el.
A Haribo termékek széles rajongói körrel rendelkeznek. Kedvence volt például 
II. Vilmos német császárnak és Albert Einsteinnek is.

## További információ
- Tényleg van valami gusztustalan a gumicukorban? Elmondjuk, hogyan készül